# Heliococcus deserticola
Heliococcus deserticola är en insektsart som beskrevs av Miller 1974. Heliococcus deserticola ingår i släktet Heliococcus och familjen ullsköldlöss. Inga underarter finns listade i Catalogue of Life.